# Hrubá mše

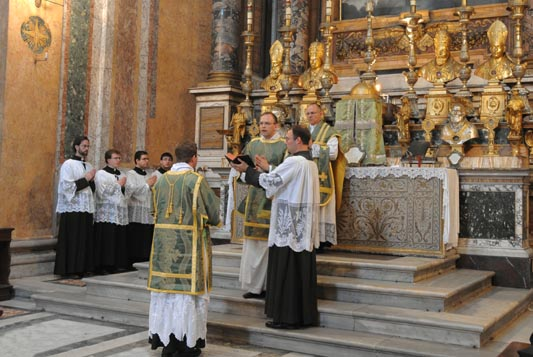
Ite, missa est zpívané jáhnem při hrubé mši v kostele Santissima Trinità dei Pellegrini v Římě.

Hrubá mše nebo jen hrubá (německy hohe Messe nebo Hochamt, francouzsky grand-messe, španělsky misa mayor) je v římskokatolické církvi poslední mše slavená před polednem o nedělích a slavnostech. Český překlad by měl správně znít „velká mše“, nicméně zvykově je nazývána výrazem „hrubá“, což je synonymum slova „velká“.

## Vývoj
Označení má původ v tradičním římském ritu (forma extraordinaria), která rozlišuje méně slavnostní ranní mši (tzv. „jitřní“) bez kázání (slouženou u bočního oltáře většinou kaplanem nebo katechetou) a zpívanou „hrubou“ neboli velkou či farní mší (bez přijímání), před jejímž počátkem bylo kázání.